# 众神之王
众神之王、众神之神、湿婆传（Devon Ke Dev... Mahadev ）是Nikhil Sinha和Manish Singh、Govind Agrawal导演，以及Mohit Raina和Mouni Roy主演的820集印度电视剧。該電視劇於2011年12月18日首播，2014年12月14日结束，剧情以湿婆为主要视角。

## 介绍
故事剧情围绕湿婆和其亲朋好友展开，还有包括印度神话其他神如三相神，因陀罗，阿修罗，火祭。

## 演员
Mohit Raina:湿婆
Mouni Roy:萨克蒂
Saurabh Raj Jain:毗湿奴
Sonarika Bhadoria:帕尔瓦蒂
Vicky Batra:苏摩
Radha Krishna Dut:梵天